# Ronald Zwerver
Ronald Ferdinand „Ron“ Zwerver (* 6. Juli 1967 in Amsterdam) ist ein ehemaliger niederländischer Volleyballspieler. Er war in den 1990er Jahren einer der dominierenden Persönlichkeiten des internationalen Volleyballs.
Ron Zwerver spielte in seiner Jugend neben Volleyball auch Fußball und Baseball. 1983 kam er zum Spitzenclub Martinus Amstelveen. Hier wurde er unter Trainer Arie Selinger viermal Niederländischer Meister und belegte dreimal Platz drei im Europapokal der Landesmeister. 1992 wechselte der Außenangreifer und Abwehrspezialist in die italienische Liga zum Spitzenverein Sisley Treviso, bei dem er sechs Jahre spielte und dreimal Italienischer Meister wurde. Außerdem gewann Zwerver 1994 den Europapokal der Pokalsieger, 1995 die Champions League sowie 1998 den CEV-Pokal. Nach einer Saison in Belgien bei Knack Randstad Roeselare beendete er 1999 seine aktive Karriere.
Ron Zwerver spielte zwischen 1986 und 1996 463 mal für die niederländische Nationalmannschaft. Er nahm an drei Olympischen Spielen teil und gewann 1992 in Barcelona die Silbermedaille sowie 1996 in Atlanta die Goldmedaille. Ein weiterer Glanzpunkt war der Gewinn der Weltliga 1996. Er wurde mehrfach als „Bester Angreifer“, „Bester Punktesammler“ oder „Wertvollster Spieler“ ausgezeichnet.
Nach seiner aktiven Laufbahn wurde Ron Zwerver Volleyballtrainer. Zunächst war er unter Peter Blangé Co-Trainer der niederländischen Nationalmannschaft, danach von 2007 bis 2009 Cheftrainer von Ortec Rotterdam Nesselande und seit 2009 Trainer von HvA Volleybal in Amsterdam.